# Nationale wegen in Canada
De nationale wegen in Canada vormen een netwerk van snelwegen en andere verbindingswegen die deel uitmaken van het nationaal strategisch transportnetwerk van het land. Ze zijn daarom in die hoedanigheid door de federale overheid erkend als onderdeel van het National Highway System (Engels) of réseau routier national (Frans).
Het netwerk omvat onder andere de Trans-Canada Highway (TCH) en bestaat uit een netwerk van 38.098 kilometer aan rijwegen (2017). Deze zijn aangewezen onder een van de drie klassen, namelijk "kernroutes", "aanvoerroutes" en "noordelijke en afgelegen routes". Het nationale wegennetwerk strekt zich uit over alle provincies en territoria van Canada, met uitzondering van Nunavut.
Het wegennetwerk bestaat, in tegenstelling tot het Amerikaanse Interstate Highway System, niet uit een eenduidig netwerk van autosnelwegen maar vormt een netwerk van beperkt toegankelijke snelwegen en andere hoofdroutes die meer weg hebben van bijvoorbeeld de Nederlandse provinciale wegen.

## Geschiedenis
Het National Highway System werd in het leven geroepen in het jaar 1988 en omvatte oorspronkelijk zo'n 24.000 km aan wegen. In 2004 vond er een grote uitbreiding van het netwerk plaats door de erkenning van een groot aantal wegen. Hierdoor had het netwerk in 2005 een totale lengte van 38.021 km. In 2017 was het beperkt aangegroeid tot een totale netwerklengte van 38.098 km.

## Bevoegdheid
De Canadese regering heeft zeer weinig inspraak met betrekking tot het onderhoud of de uitbreiding van het systeem, daar in het federale land de provincies en territoria hiervoor bevoegd zijn. De federale overheid neemt voor wegen van het National Highway System wel een deel van de kosten van economisch belangrijke projecten binnen het netwerk op zich.
Met uitzondering van de Trans-Canada Highway hebben nationale wegen geen speciale borden of bewegwijzering. Het zijn de bevoegde provinciale en territoriale besturen die de wegnummering voorzien.
In sommige grote steden, zoals Montreal en Ottawa, zijn ook wegen als nationale weg erkend die onder het stadsbestuur eerder dan provinciebestuur vallen.

## Galerij

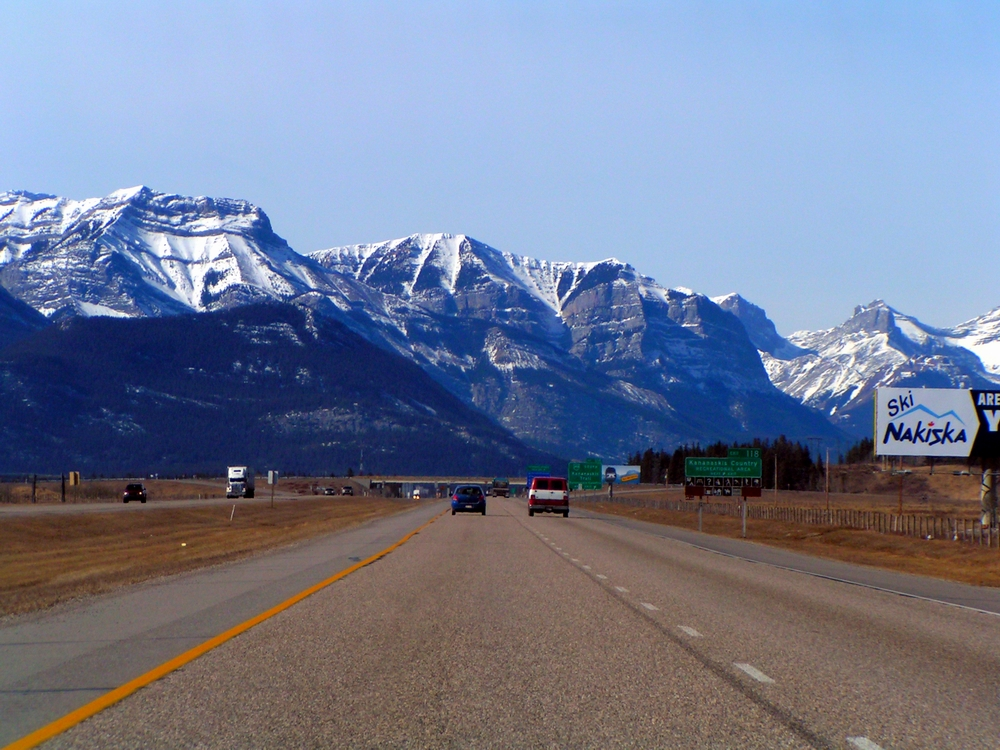
De Trans-Canada Highway in Alberta met zicht op de Rocky Mountains
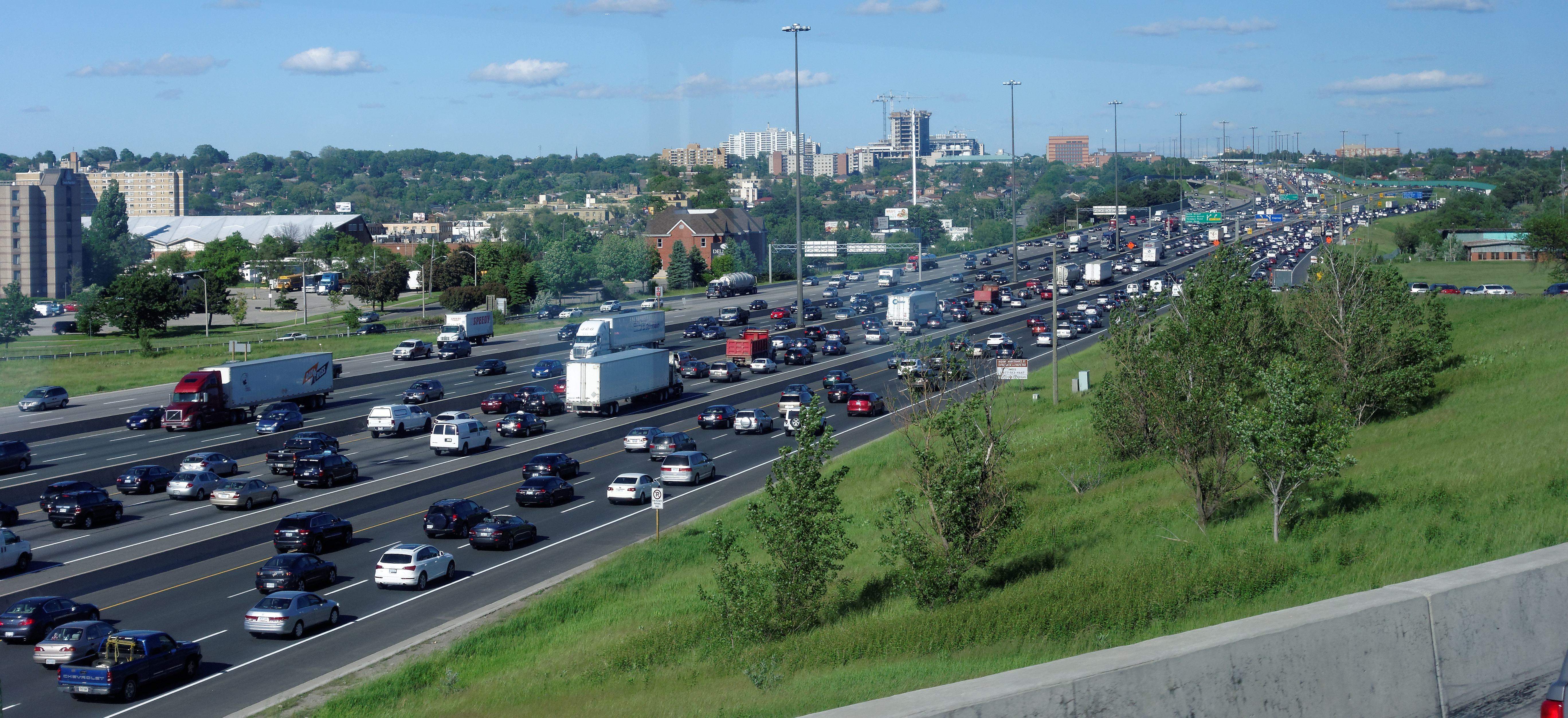
Ontario Highway 401 aan de oostrand van Toronto
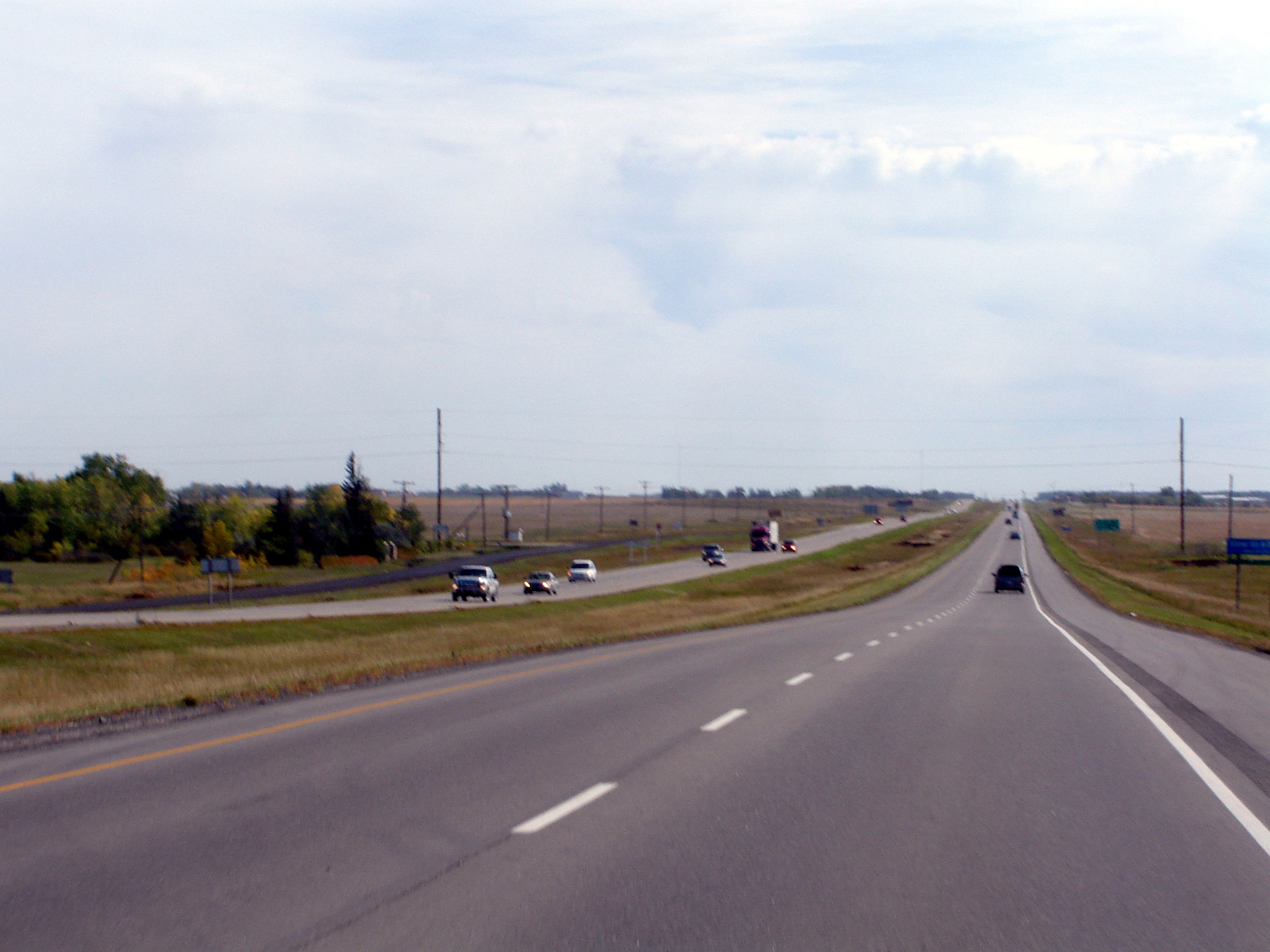
Saskatchewan Highway 1 tussen Regina en Pilot Butte
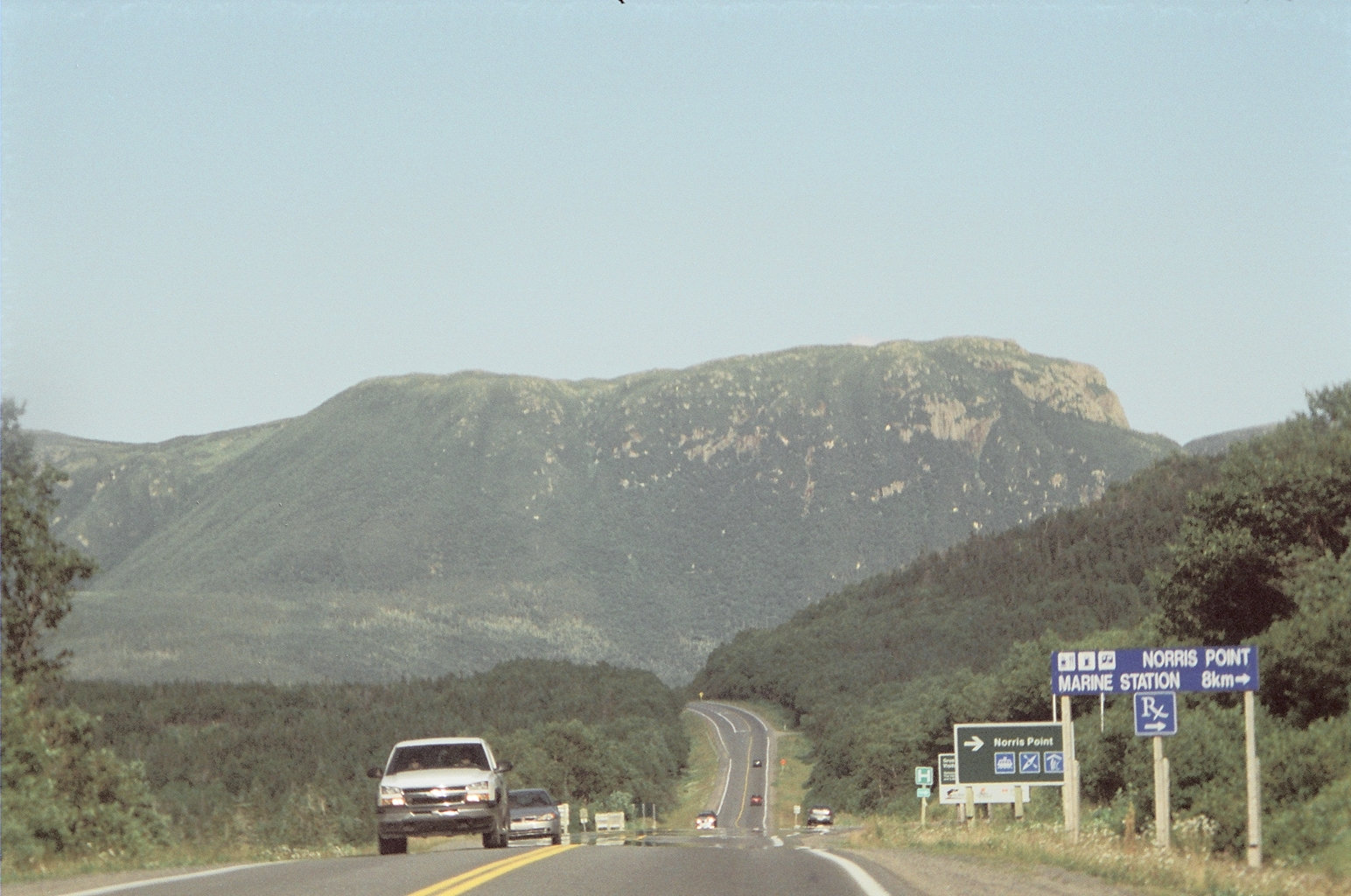
Newfoundland and Labrador Route 430 in het Nationaal Park Gros Morne